# Unín (okres Skalica)
Unín (maďarsky Nagyúny, do roku 1907 Unin)) je obec na Slovensku v okrese Skalica. Žije zde přibližně 1 200 obyvatel. První písemná zmínka o obci pochází z roku 1392. Obec je od okresního města Skalice vzdálená 18 kilometrů.
V obci se nachází římskokatolický kostel sv. Martina z roku 1749, kaple sv. Barbory z roku 1793 a kaple Panny Marie Sedmibolestné z roku 1912.

## Geografie
Obec Unín leží na jižním úpatí Bílých Karpat v Chvojnické pahorkatině, v jihovýchodní části okresu Skalice, stranou od hlavních dopravních tepen. Je to nejvýše položená obec okresu Skalice, střed obce se nachází v nadmořské výšce 276 m n. m.
Dominantním bodem je starobylé hradiště Zámčisko na stejnojmenném kopci s nálezy z doby bronzové a z období Velké Moravy.
Půda v katastru obce je tvořena mladšími třetihorními štěrky, jíly, písky a čtvrtohorní spraší.